# HD 218416
HD 218416 — звезда, оранжевый гигант, находящийся в созвездии Андромеда на расстоянии приблизительно 383,73 св. лет от Земли. По состоянию на 2007 год, радиус звезды оценивается в 9,04 солнечного радиуса. Исходя из положительной радиальной скорости, звезда удаляется от Солнца. Планет у HD 218416 обнаружено не было. Звезда видима невооружённым глазом на ночном небе.